# Mamie Smith

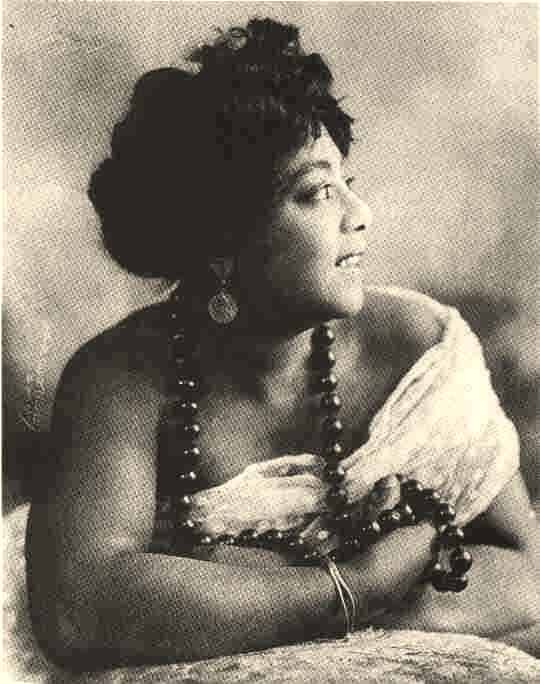
Mamie Smith

Mamie Smith, född 26 maj 1891 i Cincinnati, Ohio, död 16 september 1946 i New York, var en afroamerikansk sångerska och skådespelerska. Smiths insjungning av Crazy Blues för skivbolaget Okeh 1920 anses allmänt som den första bluesinspelningen och banade vägen för så kallade "race records" riktade mot USA:s svarta publik. 

## Uppväxt
När hon var cirka 10 år fick hon arbete med att turnera med den vita dansgruppen Four Dancing Mitchells. År 1913 började hon sjunga på klubbar i Harlem. Hon gifte sig med sångaren William "Smitty" Smith. 